# Morimopsis
Morimopsis is een kevergeslacht uit de familie van de boktorren (Cerambycidae). De wetenschappelijke naam van het geslacht werd voor het eerst geldig gepubliceerd in 1857 door Thomson.

## Soorten
Morimopsis omvat de volgende soorten:
- Morimopsis assamensis Breuning, 1966
- Morimopsis dalihodi Holzschuh, 2003
- Morimopsis glabripennis Holzschuh, 2003
- Morimopsis granulipennis Breuning, 1966
- Morimopsis lacrymans Thomson, 1857
- Morimopsis mussardi Breuning, 1966
- Morimopsis truncatipennis Breuning, 1940
- Morimopsis unicolor Breuning, 1975